# Raketoplan Atlantis
Raketoplan Atlantis je NASIN raketoplan z uradno oznako OV-104.
Atlantis je bil četrti delujoči raketoplan in je bil zadnji od treh, ki so še bili v uporabi. Poimenovan je bil po prvi ameriški oceanografski ladji, dvojambornici Atlantis, ki je plula med letoma 1930 in 1966.
Kot četrti raketoplan v nizu je bil Atlantis deležen nekaterih izboljšav. Tehtal je 3 tone manj kot Columbia in je bil zgrajen v pol manj časa. Nadomestne dele, ki so jih izdelali sočasno, so pozneje uporabili pri izdelavi petega raketoplana, Endeavour.
Atlantis je prvič poletel oktobra 1985. V dosedanjih poletih je v vesoljski prostor ponesel satelite, sonde, izvajal je tajne vojaške operacije in sodeloval v odpravah na vesoljski postaji Mir ter ISS. Z njegovo zadnjo izstrelitvijo 8. junija 2011 in pristankom 21. junija se je končal ameriški program raketoplanov (Space Shuttle).